# Моррис, Лесли
Лесли Том Моррис (англ. Leslie Tom Morris; 10 октября 1904, Уэстон-сьюпер-Мэр — 13 ноября 1964, Торонто) — канадский политический деятель. Генеральный секретарь Коммунистической партии Канады с 1962 года до своей смерти в 1964 году.

## Жизнь и карьера
Моррис родился в Сомерсете, Англия, в рабочей семье валлийского происхождения. Он и его семья иммигрировали в Канаду в 1910 году. С 12 лет работал помощником кузнеца. В 15-летнем возрасте впервые участвовал в забастовке железнодорожников. Через 7 лет вернулся в Великобританию, жил в Уэльсе и Англии, работал в сталелитейной, угольной и железнодорожной отраслях. В 1920 году вновь уехал в Канаду, принял участие в учредительном съезде Коммунистической партии Канады в декабре 1921 года в Гуэлфе, Онтарио.
Сразу же вышел на лидирующие партийные роли сначала в качестве секретаря Коммунистической лиги молодёжи Канады (Канадского Комсомола) с 1923 по 1924 год, а затем в течение многих лет в качестве редактора различных коммунистических газет, включая The Worker, Daily Clarion, Daily Tribune и Canadian Tribune.
Моррис поддерживал Тимоти Бака и сторонников Иосифа Сталина в партии во время фракционной борьбы и партийных чисток конца1920-х — начала 1930-х годов.
Неоднократно подвергался арестам за революционную деятельность.
Был кандидатом в Палату общин Канады несколько раз, но никогда не избирался:
- На выборах 1940 года он баллотировался как коммунист в Северном Виннипеге, заняв третье место с 17 % голосов.
- На дополнительных выборах 1954 года Моррис был кандидатом от лейбористов-прогрессистов в Торонто занял четвёртое (и последнее) место, набрав всего 282 голоса.
- На выборах 1958 года он баллотировался в Южном Йорке, заняв четвёртое место из пяти кандидатов с 427 голосами.
- На выборах 1962 года он баллотировался от Коммунистической партии в Торонто, набрав 449 голосов.
- Повторно выдвигался в том же округе на выборах 1963 года и получил 391 голос.

Моррис также безуспешно боролся на нескольких муниципальных выборах.
Обладал хорошими ораторскими качествами, совершил поездку по стране, выступая перед рабочей аудиторией. С 1954 по 1957 год был национальным организатором Лейбористской прогрессивной партии (так называлась Коммунистическая партия с 1943 года, по причине временного запрета Компарти в Канаде), а в 1962 году он сменил Тимоти Бака на посту генерального секретаря Коммунистической партии Канады и занимал эту должность до своей смерти в течение двух лет.